# Референцијални интегритет
У области база података, референцијални интегритет је својство које осигурава да су везе (референце) између података исправне.
Прецизније, како би референцијални интегритет важио, свако поље у некој табели које је декларисано као страни кључ мора да садржи само оне вредности које се јављају у одређеном у примарном кључу или кандидату за кључ табеле на коју показује страни кључ. На пример, брисање уноса који садржи вредност на коју реферише страни кључ из неке друге табеле би прекршило референцијални интегритет. Неки системи за управљање релационим базама података (СУРБП) могу да захтевају да референцијални интегритет буде очуван: обично брисањем и реда у коме се налази страни кључ који показује на податак који треба да буде обрисан, или пријављивањем грешке и небрисањем податка. Који метод ће бити коришћен се одређује приликом дефинисања страних кључева.